# Big Sleeping
Big Sleeping è una striscia a fumetti creata da Daniele Panebarco nel 1976. Il protagonista è ispirato ai detective della narrativa noir statunitense come, ad esempio, il protagonista del romanzo Il grande sonno di Raymond Chandler, al quale si ispira anche per il titolo della serie.

## Storia editoriale
La serie esordì nel 1976 sul mensile Il Mago e venne pubblicato in seguito su altri quotidiani e riviste, tra cui Orient Express e Linus.